# 殷寧
殷寧，原名金慧英，是香港女藝人，曾參加亞洲小姐競選，之後加入娛樂圈，為亞洲電視拍過多部電視劇及擔任《今日睇真D》記者。金慧英後來改名為「殷寧」，於1999年與當時仍然是亞視同事的姜皓文結婚。

## 作品列表

### 電視劇
- 殭屍道長（1995年）
- 喂！喂！喂！有屋租（1995年）
- 飄零燕（1996年）
- 97變色龍（1997年）
- 國際刑警1997（1997年）
- 著數一族（1997年）
- 肥貓正傳II（1998年）
- 曲終情未了（1998年）